# Filipperbrevet
Filipperbrevet är en skrift som ingår i Nya Testamentet. Brevet skrevs cirka år 61 av aposteln Paulus, när denne satt i fångenskap (troligen i Rom). Paulus vill tacka församlingen i Filippi i Macedonia för en gåva de sänt samt uppmuntra de troende i Filippi genom att förkunna att den sanna livsglädjen kommer från Jesus Kristus.
En av brevets nyckelverser är Gläd er alltid i Herren. Än en gång vill jag säga: gläd er (4:4).
Kapitel 2:5–11 benämns traditionellt för ”Kristushymnen”, som beskriver både Kristi korsdöd och upphöjelse. Paulus vill att de kristna i Filippi ska ha samma sinnelag som han beskriver att Kristus hade, när han i ödmjukhet gav sitt liv på korset. 
I kapitel 3:1–11 beskriver aposteln Paulus hur han visserligen kunde förlita sig på sin strängt religiösa bakgrund i den judiska tron, men istället "kastar det på sophögen" och förlitar sig helt på Jesus Kristus och tron på honom. 